# Paavo Havas

Paavo Havas (1961)

Paavo Johannes Havas, född 13 november 1929 i Uleåborg, död där 11 juni 2011, var en finländsk botaniker.
Havas avlade filosofie doktorsexamen 1961. Han var biträdande professor i botanik vid Uleåborgs universitet 1963–1973 och professor i botanik 1973–1994; docent i botanik vid Helsingfors universitet 1975–1982. Han publicerade cirka 150 vetenskapliga arbeten om backmyrarna i nordöstra Finland och vidare vinterekologiska undersökningar bland annat om vattenhushållningen hos blåbär och andra ris samt luftföroreningarnas effekt på barrträd vintertid och kvävehushållningen i granskogar. I populära böcker behandlade naturen i Finland, bland annat vinterns betydelse samt skogsnaturen i Lappland.